# Endre Botka
Endre Botka (Budapest, 25 de agosto de 1994) es un futbolista húngaro que juega de defensa en el Kecskeméti TE de la Nemzeti Bajnokság I.

## Selección nacional
Fue internacional sub-16, sub-19, sub-20 y sub-21 con la selección de fútbol de Hungría, antes de debutar con la selección absoluta el 15 de noviembre de 2016, en un partido amistoso frente a la selección de fútbol de Suecia.

### Participaciones en Eurocopas
| Copa          | Sede     | Resultado    | Partidos | Goles |
| ------------- | -------- | ------------ | -------- | ----- |
| Eurocopa 2020 | Europa   | Primera fase | 3        | 0     |
| Eurocopa 2024 | Alemania | Primera fase | 1        | 0     |

## Clubes
| Club                   | País    | Año       |
| ---------------------- | ------- | --------- |
| Budapest Honvéd        | Hungría | 2013-2017 |
| Kecskeméti TE (cedido) | Hungría | 2014      |
| Ferencváros TC         | Hungría | 2017-act. |
| Kecskeméti TE (cedido) | Hungría | 2025-act. |

## Palmarés

### Títulos nacionales
| Título              | Club           | País    | Año  |
| ------------------- | -------------- | ------- | ---- |
| Nemzeti Bajnokság I | Ferencváros TC | Hungría | 2019 |
| Nemzeti Bajnokság I | Ferencváros TC | Hungría | 2020 |
| Nemzeti Bajnokság I | Ferencváros TC | Hungría | 2021 |
| Nemzeti Bajnokság I | Ferencváros TC | Hungría | 2022 |
| Copa de Hungría     | Ferencváros TC | Hungría | 2022 |
| Nemzeti Bajnokság I | Ferencváros TC | Hungría | 2023 |
| Nemzeti Bajnokság I | Ferencváros TC | Hungría | 2024 |